# Муангтонг Юнайтед
Муангонг Юнайтед (на тайски: สโมสรฟุตบอล เมืองทอง ยูไนเต็ด) е тайландски футболен клуб от град Муанг Тонг Тани, състезаващ се в Тай Лига 1. Печелил е 4 пъти титлата на страната като е един от най-богатите клубове в Тайланд.

## История
Клубът е основан през 1989 г. под името „Норгйорг Питаянусом Футбол Клуб“ от футболния деятел Уояри Макуди и се състезава в регионалната купа на Нгор. През 2003 г. политикът Веера Мусикапонг става собственик на клуба и го преименува на „Норгйорг Блек Пърл“, но отборът се представя слабо в първенството и скоро акциите му са придобити от Сомсак Ченчаоуанич,който сменя името на „Глобекс Норгйорг“. И при новия собственик обаче представянията са неуспешки. През 2006 г. Футболната асоциация на Тайланд учредява втора национална дивизия, в която се включва и възстановилият оригиналното си име Норгйорг Питаянусом Футбол Клуб.
През 2007 г. Сиамският спортен синдикат купува клуба и го премества в Муанг Тонг. За три години Муангонг Юнайтед печели Дивизия 2, Дивизия 1 и новоучредената Тай Лига 1. По това време Муангонг става асоцииран с белгийския Лирсе С. К.. През 2010 г. Муангтонг за първи път участва в Азиатската шампионска лига, но отпада още в квалификационните кръгове, откъдето преминава в турнира за Купата на АФК. Там Муангтонг достига полуфинал, но губи от Ал Итихад. Котдивоарският полузащитник Дагно Сиака става голмайстор на отбора с 15 попадения.
През сезон 2011/12 играещ треньор на тима е Роби Фаулър. Муангтонг достига до 1/4-финалите в Купата на АФК и завършва шампионата на трета позиция. След като контрактът на англичанина изтича, начело на тима застава Славиша Йоканович. Сръбският специалист извежда тима до шампионската титла, без да допусне нито една загуба в първенството. След като Йоканович напуска в посока Левски (София), Муангтонг три години поред не печели трофеи.
През 2016 г. в тима са привлечени бразилецът Клейтон Силва и бившият нападател на Нюкасъл Юнайтед Сиско. През този сезон Муангонг печели шампионската титла и Купата на лигата на страната. През 2017 г. са спечелени шампионската купа на Тайланд и за втори път Купата на лигата.

## Успехи
- Тай Лига 1 – 2009, 2010, 2012, 2016
- Дивизия 1 – 2008
- Дивизия 2 – 2007
- Кор Къп – 2010
- Купа на Лигата – 2016, 2017
- Шампионска купа на Тайланд – 2017

## Известни футболисти
- Роби Фаулър
- Сиско
- Клейтон Силва
- Марио Гюровски
- Ким Донг-джин
- Дагно Сиака
- Теерасил Дангда

## Български футболисти
- Стефан Цонков: 2025 - (1 мач / 1 гол...)

## Известни треньори
- Роби Фаулър
- Славиша Йоканович